# Облога Глухова (1664)
Оборона Глухова (22 січня—9 лютого 1664 року) — Оборона українськими лівобережними козацькими військами гетьмана Івана Брюховецького Глухівської фортеці, один із центральних та найжорстокіших епізодів московсько-польської війни 1654–1667. Король Ян II Казимир чудом зміг врятуватися під час польського відступу.

## Передісторія
В листопаді 1663 року король Ян Казимир із польською армією, з козаками Тетері й татарами, які прийшли на поміч, переправився через Дніпро біля Ржищева. Київ вирішено було обминути, щоб не тратити часу на його здобування. Похід серед зими був важкий, але король доволі швидко просувався вперед, беручи одне українське місто за другим. Сильніші міста такі, як Ніжин або Батурин, польське військо обминало й так дійшло до Глухова, на самій уже московській границі.

## Хід боїв
23 січня 1664 року польське військо, козацькі полки Павла Тетері й татари, котрі знову прибули на допомогу королю, підійшли до Глухова. Залогу міста (в її складі перебували й росіяни) очолював генеральний суддя Животовський і київський полковник Василь Дворецький, якому вдалося належним чином підготуватися до оборони. 29 січня під проводом Стефана Чарнецького розпочався, за словами німецького офіцера Йоганна Магнуса фон Хапа, «нещасливий штурм».
| | \| Людей багато загинуло, - зазначав фон Хап, - мене втретє поранено. Кілька десятків вояків з мого полку вбито, поранених сто тридцять. Кілька тисяч козаків з Богуном, котрі прийшли до короля, штурмувати не хотіли. Чому? Невідомо! Вбитих і поранених старших офіцерів сто сорок і кілька; молодших офіцерів двісті й кілька десятків, жовнірів близько двох тисяч[3] \| |
| Людей багато загинуло, - зазначав фон Хап, - мене втретє поранено. Кілька десятків вояків з мого полку вбито, поранених сто тридцять. Кілька тисяч козаків з Богуном, котрі прийшли до короля, штурмувати не хотіли. Чому? Невідомо! Вбитих і поранених старших офіцерів сто сорок і кілька; молодших офіцерів двісті й кілька десятків, жовнірів близько двох тисяч | |

У наступні дні не припинялися обстріли, здійснювалися підкопи, закладалися міни під укріплення. Складне становище обложених і відчутні втрати, брак надії на допомогу з боку українсько-російського командування — все це спонукало близько 20 сотників і отаманів прийняти королівську пропозицію здати місто. Очолювані Василем Уманцем, вони заарештували В.Дворецького, однак рядові козаки, міщани й російські вояки напали на них, відбили полковника й вирішили стояти до кінця.
Тимчасом на півдні Іван Сірко з запорозькими козаками зробив диверсію проти Криму й цим стримав татарського хана від активнішої помочі королеві. Іван Брюховецький сполучився біля Батурина з московським військом Ромодановського й рушив у початку лютого 1664 р. на відсіч польському війську.
8 лютого жовніри за наполяганням Стефана Чарнецького пішли на другий генеральний приступ. Однак їм знову не пощастило. Три міни вибухнули саме тоді, коли вони штурмували вал і брами, й завдали їм великих втрат. Залишивши під стінами Глухова понад 1 тис. вбитих, жовніри відступили. Залога й міщани вистояли. Велику допомогу оборонцям надавав Іван Богун, котрий повідомляв про час і місце приступів, а також спромігся переправити їм порох. Під час другого штурму, як зазначав В. Коховський, «козаки ледаче атакували водяну браму, лише кричали і в повітря стріляли». У польському штабі довідалися, що Богун таємно зноситься з обложенцями й з Брюховецьким. Його судили військовим судом і розстріляли.

## Наслідки облоги
Величезні втрати (протягом двох тижнів полягло близько 4 тис. осіб, зокрема 350 офіцерів) спонукали Яна Казимира 9 лютого зняти облогу й вирушити до Севська (вже на московській території) на об'єднання з литовським військом.
Мужня оборона Глухова позбавила польське командування ініціативи й дозволила Іванові Брюховецькому (близько 10 тис. козаків) та Григорію Ромодановському (мав 12 тис. вояків) різко активізувати воєнні операції (переважно партизанськими методами).
Тимчасом до короля надійшла звістка про повстання на правобережній Україні. Король з ослабленим тяжким зимовим походом і безперестанними боями військом, навіть і після злуки з литовцями, не зважився стати проти сполучених свіжих сил Брюховецького й Ромодановського, й після упертих ар'єргардних боїв почав відступати через Новгород-Сіверський і Стародуб на Литву.
За Величком в українській історіографії якийсь час держався погляд, ніби під Глуховом відбувся генеральний бій, в якому Брюховецький переміг короля й примусив його зняти облогу й поспішно тікати через Сіверщину до Польщі. Але М. Петровський довів («До історії Руїни», 1928), що ніякого такого бою не було і що докладний опис бою у Величка є ніщо інше, як патріотична вигадка козацького літописця.